# Lilla Berga

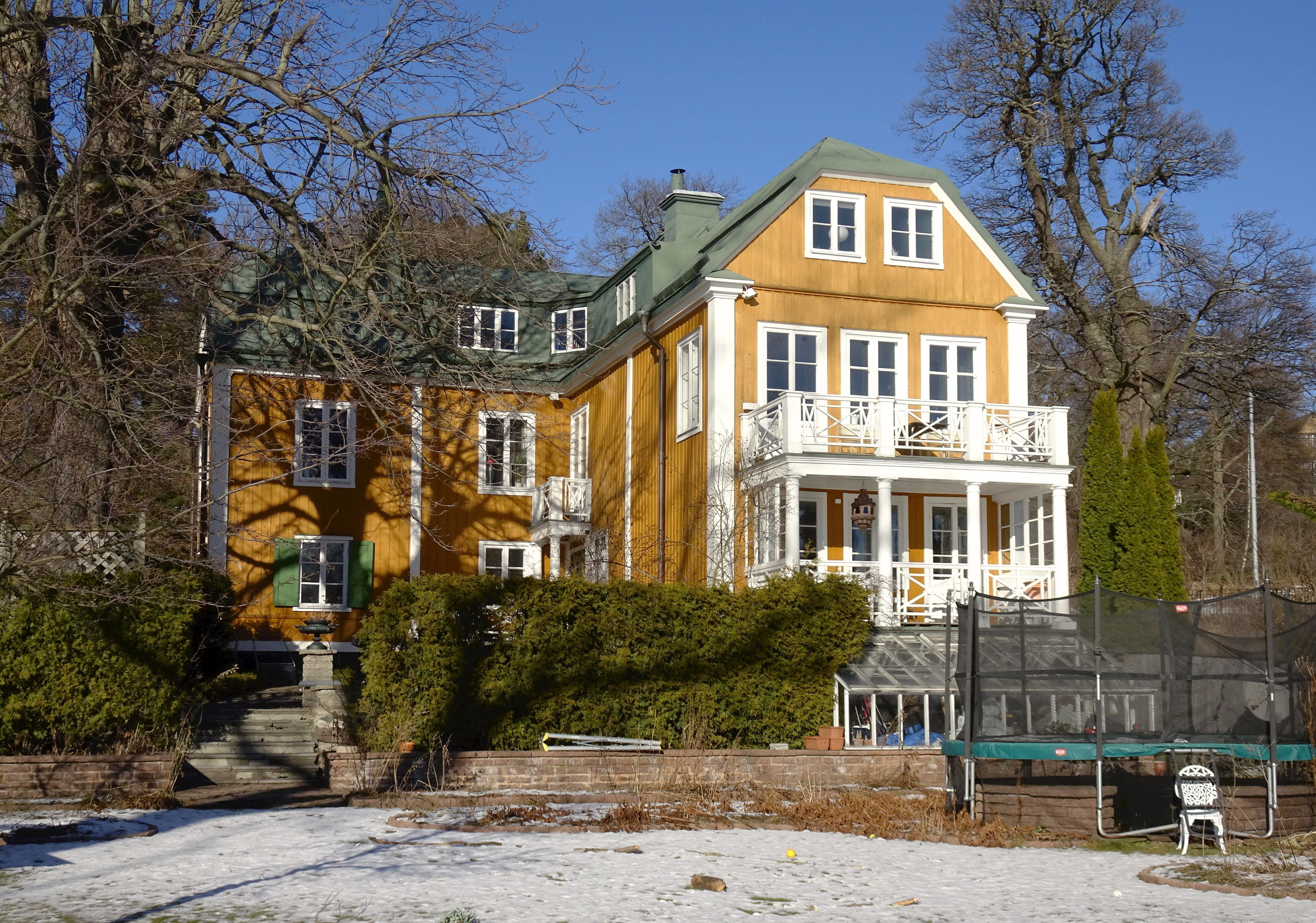
Lilla Berga, fasader mot syd, februari 2017.

Lilla Berga är en villa i området Alberget vid Djurgårdsvägen på Södra Djurgården i Stockholm. På tomten finns ytterligare en villa som kallas Sofiedal. Båda är blåklassade av Stadsmuseet i Stockholm, vilket innebär att husens kulturhistoriska värde av stadsmuseet anses motsvara fordringarna för byggnadsminnen i Kulturmiljölagen.

## Historik

### Lilla Berga

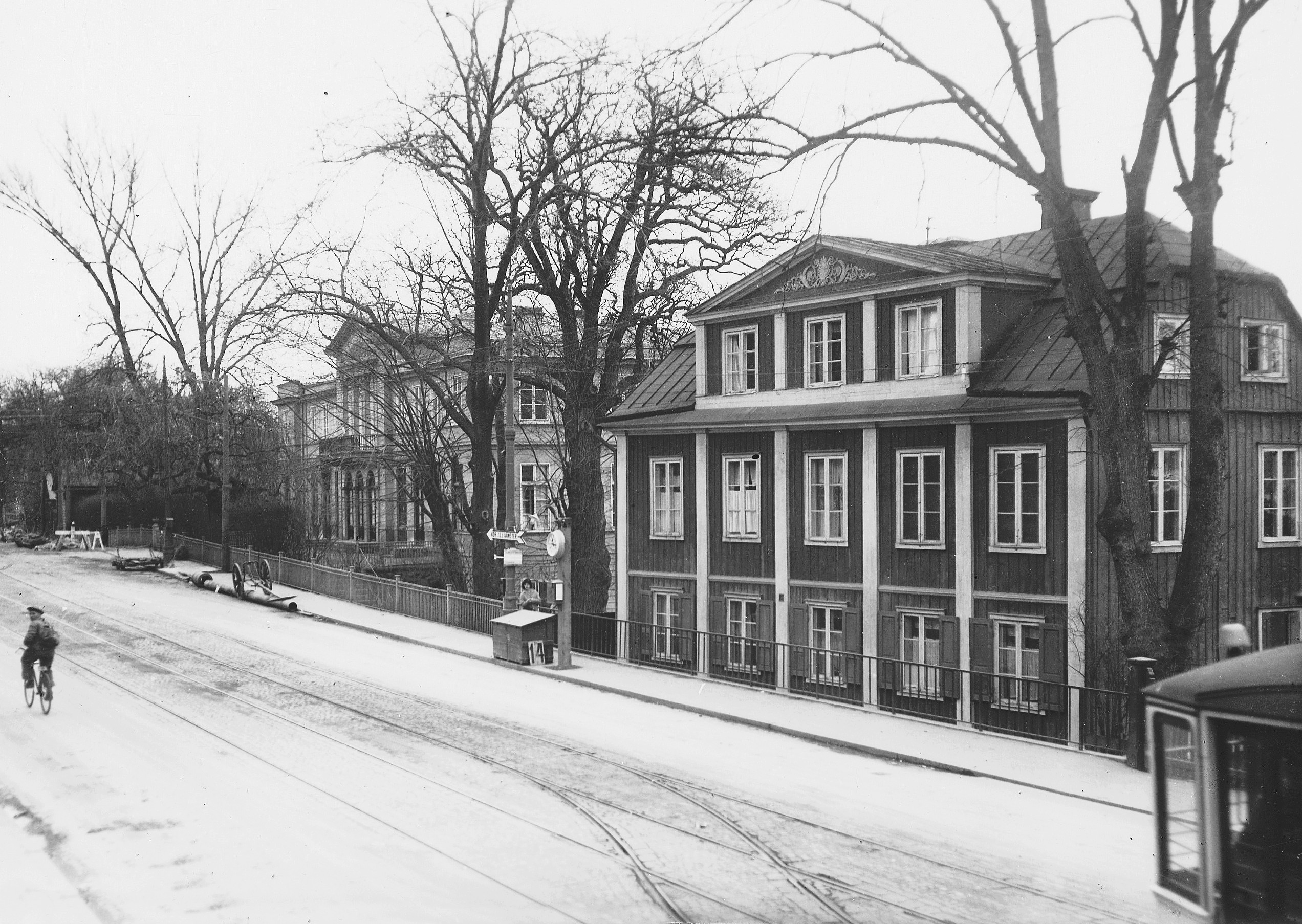
Lilla Berga (närmast) och Weylandtska villan i bakgrunden, 1930.

Äldsta byggnaden i området Alberget är Lilla Berga som tidigare hade beteckningen Alberget 5A, dagens adress är Djurgårdsvägen 144. Huset uppfördes 1773 på en liten bergsknalle (därav namnet) för grosshandlaren Christian Pettersson som även anlade ett mindre båtvarv på tomten, som gränsar till Stockholms inlopp. Närmaste granne i öster var sillpackaren Johan Bomvall som bodde sedan 1750 i föregångaren till dagens Weylandtska villan. Lilla Berga är ett trähus i två våningar som senare byggdes till i vinkel mot söder och fick, som flera andra villor på Djurgården, fasadutsmyckning i empirstil. Efter Pettersson fick skeppsklareraren Martin Hagbohm besittningsrätten 1796. Han nyttjade Lilla Berga som sitt och familjens sommarnöje fram till sin bortgång 1818.
Nästa ägare blev Catarina Charlotta Arfwerdson, hustru till grosshandlaren Carl Kristoffer Arfwedson som var en av grundarna av handelshuset Tottie & Arfwedson. Vid ungefär samma tid ägde paret Arfwerdsons äldste son, Carl Abraham Arfwedson, den något längre österut belägna villan Listonhill. Fru Arfwerdson fick även nyttjanderätten till ett område norr om Lilla Berga, där hon lät uppföra ett lusthus efter arkitekt Fredrik Bloms ritningar. Huset flyttades sedermera till Skansen. Efter Fru Arfwerdsons bortgång 1834 såldes Lilla Berga på offentlig auktion, där det inropades av grosshandlaren August Ferdinand Mann.
År 1923 köptes Alberget 5 av Wera Olsson, hustru till konsthistorikern Martin Olsson. Familjen bodde sedan på Lilla Berga fram till 1978, då stället såldes till arkitekten Staffan Berglund (känd genom sin futuristiska Villa Spies), som ansvarade för en pietetsfull renovering och restaurering av byggnaden till 1700-tals skick.
Bland senare hyresgäster märks författaren Karl Asplund, som bodde här mellan 1924 och 1936. Han skildrade sin tid på Lilla Berga i boken De ljusa timmarna under kapitel Alberget 5. Efter honom bodde konsthistorikern Gunnar Mascoll Silfverstolpe fram till sin död 1942 på Lilla Berga.

### Sofiedal

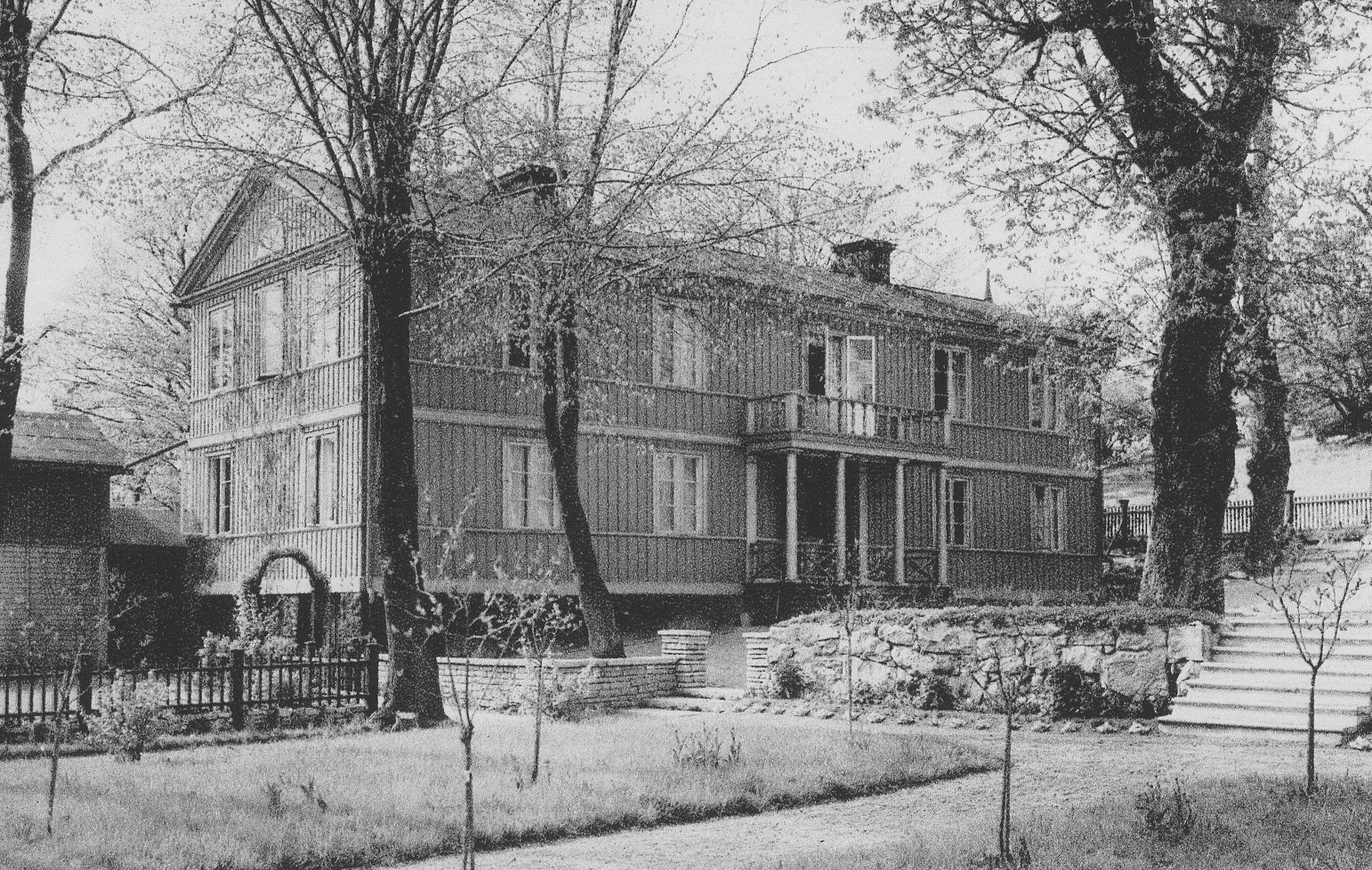
Sofiedal fasad mot öster, 1930.

Sedan grosshandlaren Mann förvärvat Lilla Berga lät han uppföra ett bostadshus väster om Lilla Berga. Huset fick den officiella beteckningen Alberget 5B (dagens Djurgårdsvägen 142). Byggnaden färdigställdes på 1830-talet och är ett trähus i två våningar med norra gaveln mot Djurgårdsvägen. Ingången är från östra långsidan och omges av en pelarprydd altan. Under nästa ägare, generalkonsulen och grosshandlaren Gustaf Unman, som förvärvade egendomen 1875, fick byggnaden sitt nuvarande namn Sofiedal, efter hustru Sophia. Paret Unman hade Sofiedal enbart som sommarbostad. Unman avled år 1900 och kring sekelskiftet 1900 kallades huset även F.d. Unmanska villan.
År 1901 fick källarmästaren A.G. Bratt besittningsrätten till villan. Men han bodde inte på Sofiedal utan lät bygga om huset till flera hyreslägenheter som kunde bebos året om. En av de många hyresgästerna som bodde på Sofiedal var Axel Öfverstén (1866–1950). Han betraktas som Sveriges första cirkusatlet och lär 1891 ha startat Djurgårdens IF tillsammans med några kamrater i grannhuset Alberget 4A. Där fanns vid den tiden ett populärt kafé.
År 1923 köptes Sofiedal av advokat Gerda Lindblom, hustru till konsthistorikern Andreas Lindblom. Olsson och Lindblom blev således grannar och de kom även överens om att behålla villornas namn, Lilla Berga och Sofiedal. Familjerna Olsson och Lindblom ägde sedan Alberget 5A respektive 5B till långt in på 1970-talet. På 1980-talet ägdes Sofiedal av professorn i musikvetenskap, Ingmar Bengtsson.

## Bilder

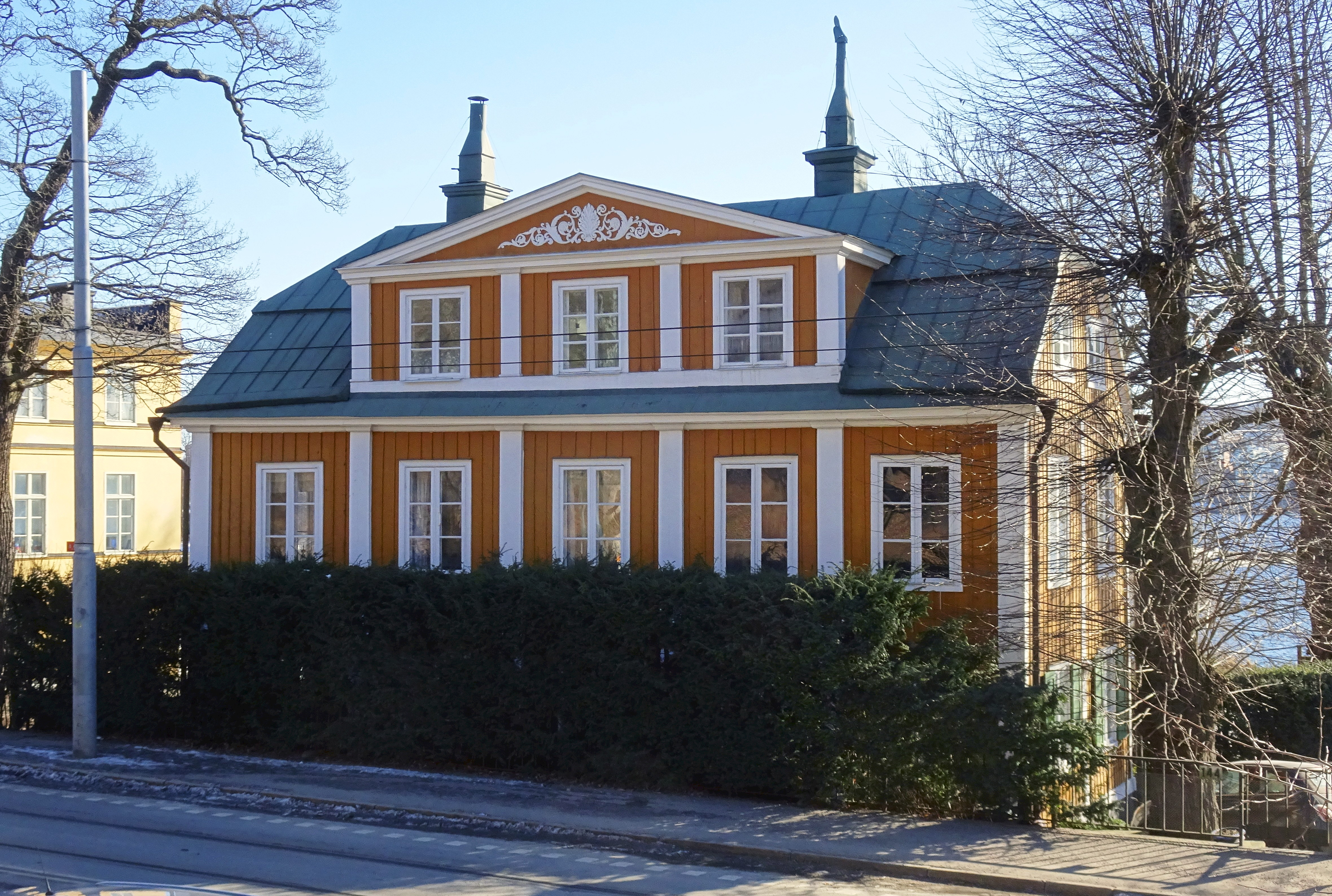
Lilla Berga, fasad mot Djurgårdsvägen.
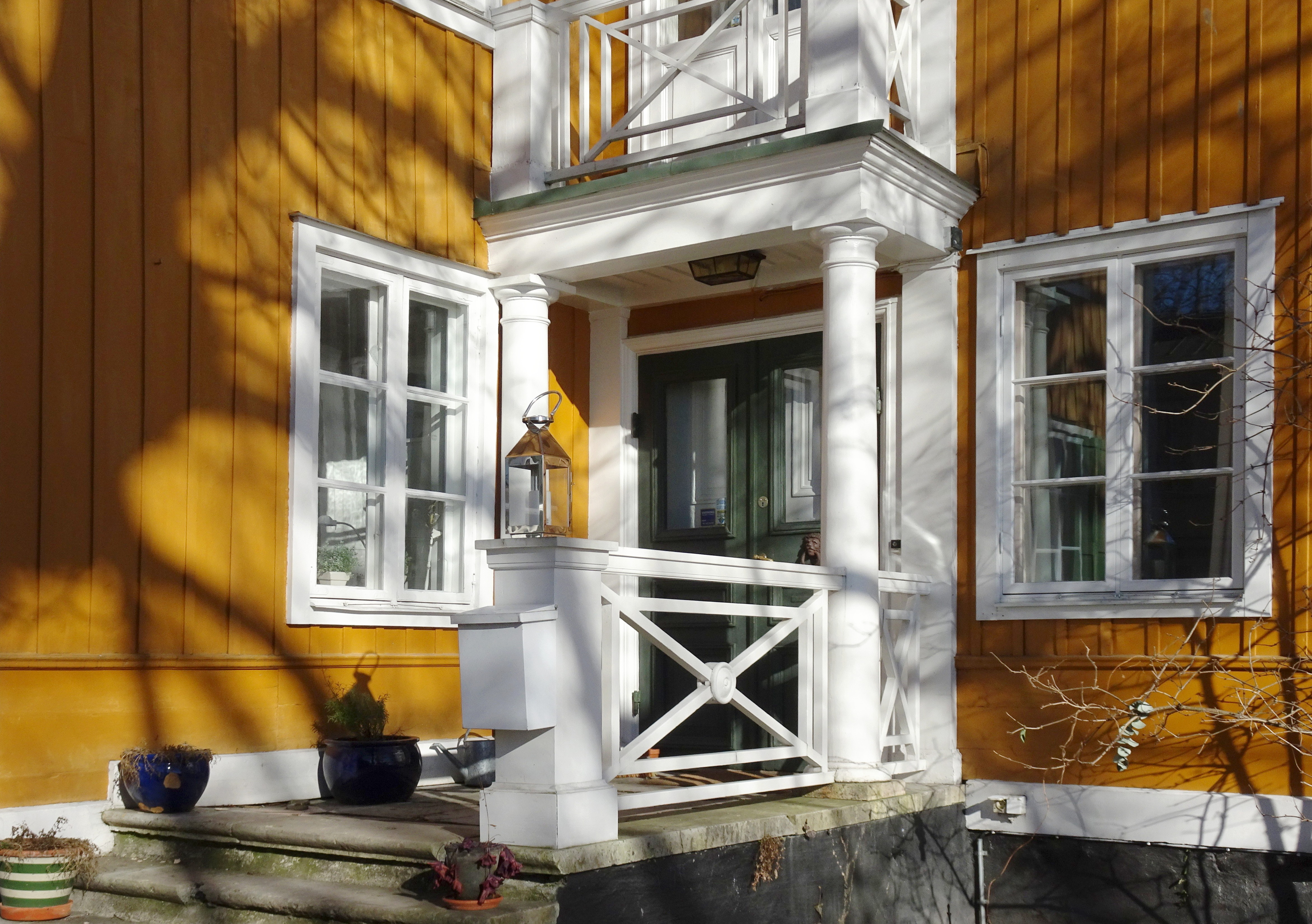
Lilla Berga, entré i innerhörn vid västra sidan.
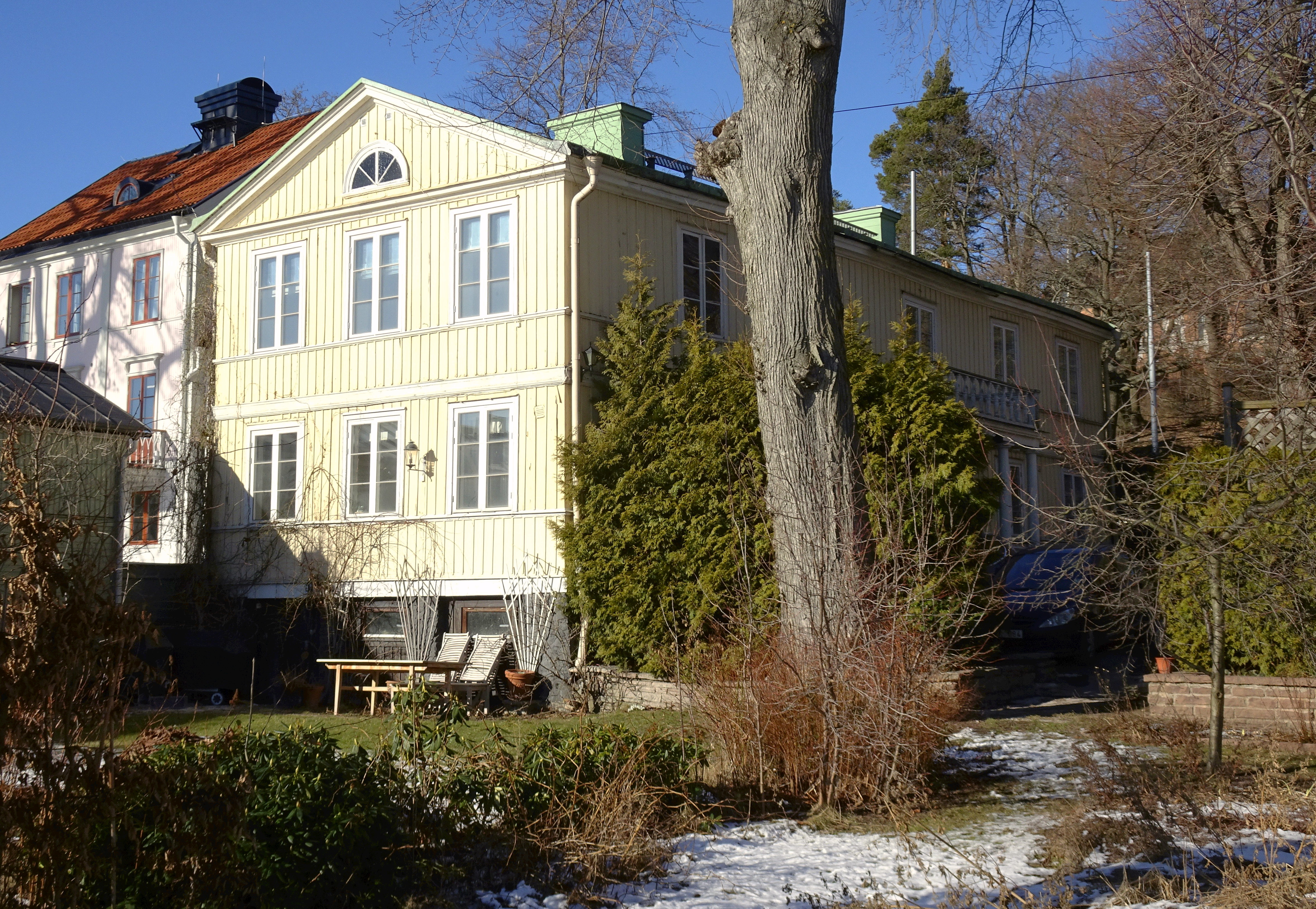
Sofiedal, fasaderna mot öster och söder.
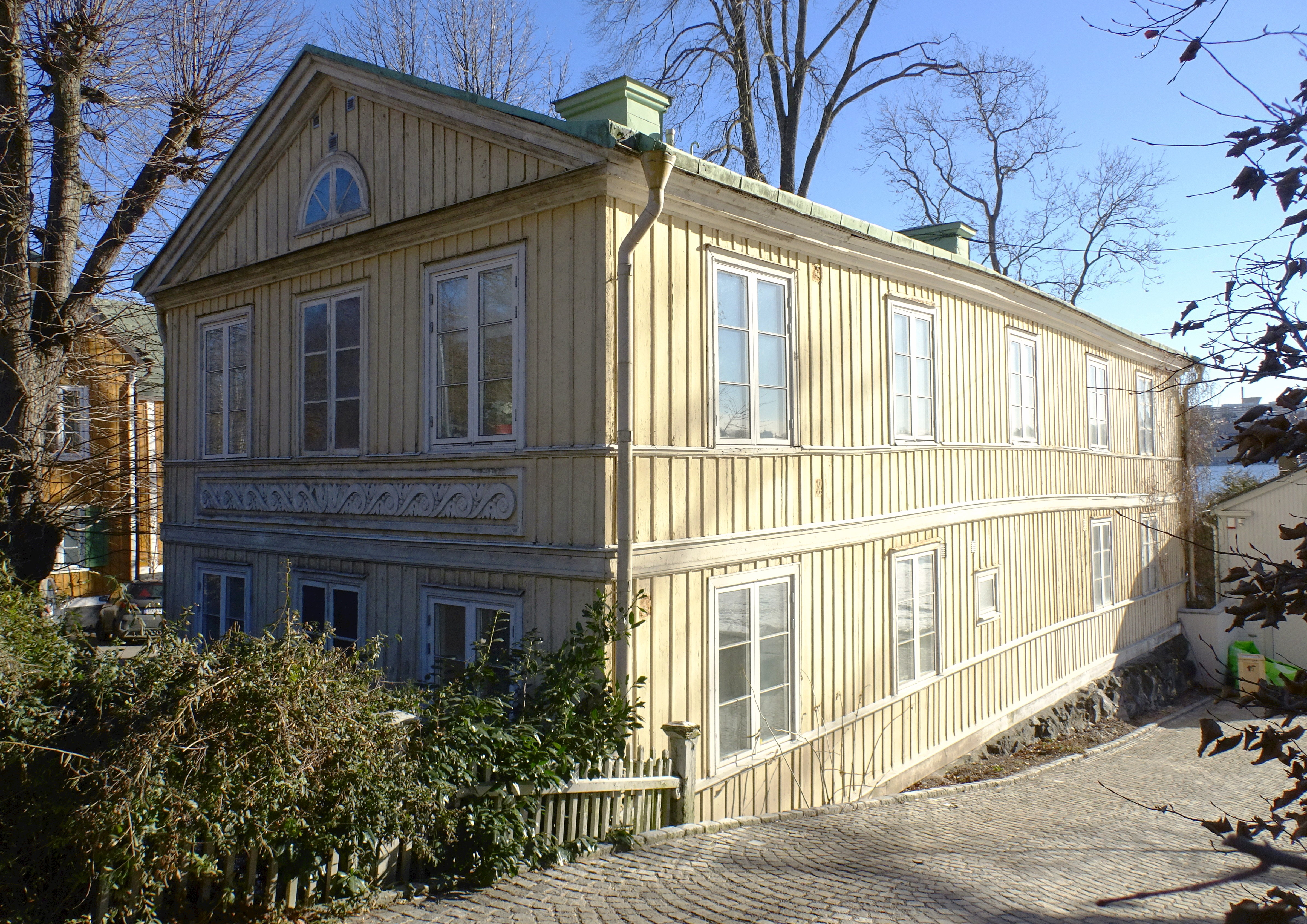
Sofiedal, fasad mot Djurgårdsvägen.